# دهون أحادية غير مشبعة

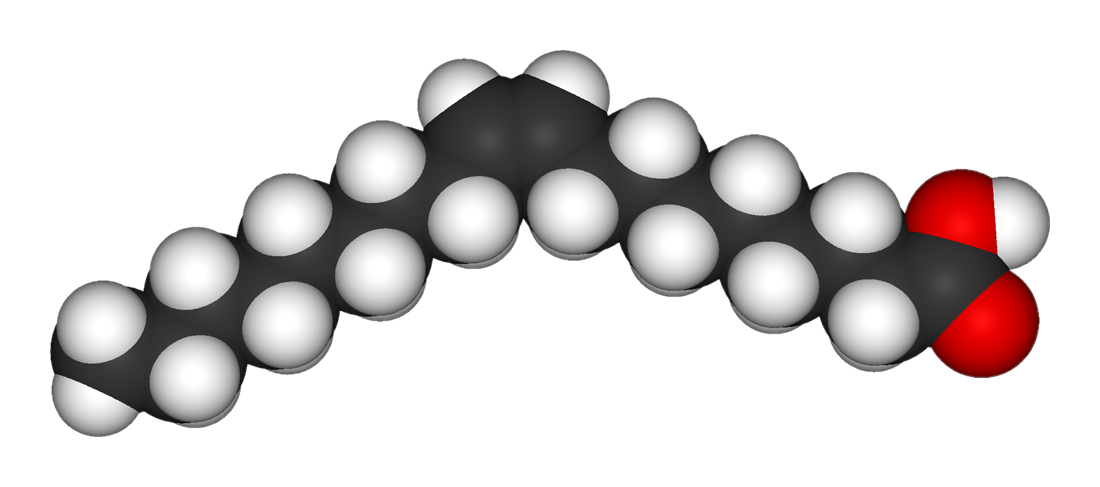

هي دهون تكون فيها الأحماض الدهنية غير المشبعة أحادياً، أي أنه توجد رابطة واحدة، وحيدة فقط، مزدوجة في سلاسل الكربون. من الأمثلة على الأحماض الدهنية الأحادية غير المشبعة حمض الأوليك. توجد الدهون الأحادي ة غير المشبعة في زيت الزيتون و زيت بذور اللفت. الدهون غير المشبعة الواحدة لها نقطة انصهار أقل من الدهون المشبعة وعادة ما تكون بشكل سائل في درجة حرارة الغرفة.
تُعد الدهون الأحادية غير المشبعة دهوناً صحيةً ومفيدةً بإجماع خبراء واختصاصيي التغذية إلى الآن. ويُساعد استهلاك الأحماض الدهنية الأحادية غير المشبعة على تقليل مخاطر التعرض لأمراض القلب عبر زيادة مقاومة وظائف الجسم لعوامل الخطورة. فعلى سبيل المثال، تُقلل هذه الدهون مستويات الكولستيرول والبروتينات الدهنية منخفضة الكثافة، لكنها ترفع مستويات البروتينات الدهنية مرتفعة الكثافة أو تبقيها ثابتةً عند حد معين. كما يمكن للدهون الأحادية غير المشبعة أن تُعين على تنظيم تخثر الدم والتحكم فيه. وتُظهر بعض الدراسات أن هذه الدهون تفيد في تنظيم مستويات الأنسولين والتحكم في سكر الدم، خصوصاً لدى المصابين بالسكري نوع 2.
الدهون الأحادية غير المشبعة توجد في فاكهة الأفوكادو وزيت الخردل والجوز واللوز والكاجو والصنوبر، علاوةً على الزيتون وزيت الزيتون وزيت الفول السوداني. من الجدير بالذكر أن الدهون بجميع أنواعها، بما فيها الأحادية غير المشبعة، تحتوي على سعرات حرارية عالية، ولذلك يجب استهلاكها باعتدال. وأن تناول الأطعمة الغنية بالدهون الأحادية غير المشبعة يتعين أن يكون بديلاً عن أنواع الدهون الأخرى غير الصحية، وليس مضافاً إليها. فالدهون في نهاية المطاف لا يجب أن تُشكل أكثر من 20 إلى 30 في المائة من السعرات الحرارية اليومية المحدد معدلها في 2000 سعرة.